# 1. SC Norderstedt (Volleyball)
Die Volleyball-Abteilung des 1. SC Norderstedt e.V. wurde 1974 gegründet. Die 1. Volleyball-Männermannschaft spielte von 1982 bis 1994 in der Zweiten Bundesliga und 1983/84, 1987/88, 1990/91 sowie 1994/95 nach der Spielrechtsübertragung vom 1. VC Hamburg sogar in der Ersten Bundesliga. Bekannte Nationalspieler waren in den 1970er/80er Jahren u. a. Klaus „Hamster“ Wegner, Thomas Broscheit und der Ungar László Buzek. In den 1990er Jahren spielten die ersten deutschen Beachvolleyballer, die bei Olympischen Spielen eine Medaille gewonnen haben, Jörg Ahmann und Axel Hager in Norderstedt. Außerdem schlugen Stefan Hübner, der das Volleyballspiel bei dem Verein aus dem Hamburger Randgebiet erlernte, Oliver Oetke und Ralph Bergmann in Norderstedt auf. Heute spielen die Männer in der Hamburger Bezirksliga.